# Julia Mancuso

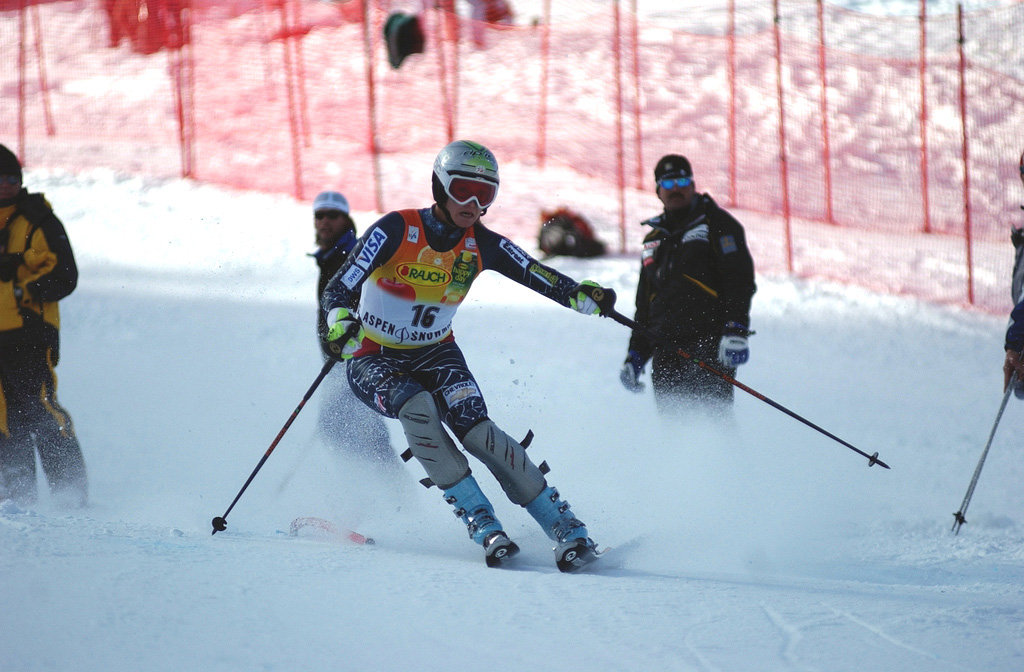
Julia Mancuso in Aspen

Julia Marie Mancuso (* 9. März 1984 in Reno, Nevada) ist eine ehemalige US-amerikanische Skirennläuferin. Mit einmal Gold, zweimal Silber und einmal Bronze gewann sie mehr olympische Medaillen als jede andere US-amerikanische alpine Skirennläuferin.

## Biografie
Mancuso gewann 1999 den Super-G des Whistler Cups. Im November desselben Jahres nahm sie im Alter von 15 Jahren erstmals an einem Weltcup-Rennen teil. Ihre erste Platzierung unter den besten zehn eines Rennens schaffte sie im März 2002 im Abfahrtslauf von Zauchensee. Weitaus erfolgreicher war sie bei den Juniorenweltmeisterschaften. 2002 wurde sie im italienischen Tarvisio dreifache Weltmeisterin in der Abfahrt, im Riesenslalom und in der Alpinen Kombination. Zwei weitere Weltmeistertitel folgten 2003 in Puy-Saint-Vincent im Super-G und 2004 in Maribor in der Kombination.
Die Weltcup-Saisons 2002/03 und 2003/04 verliefen dagegen durchwachsen. In keinem Rennen konnte Mancuso in die vorderen Plätze fahren. Erst in der Saison 2004/05 gelang ihr mit sieben Platzierungen unter den besten zehn der Sprung an die Weltspitze. Im Januar 2005 gewann sie bei den Weltmeisterschaften im italienischen Santa Caterina hinter der Schwedin Anja Pärson und der Italienerin Lucia Recchia die Bronzemedaille im Super-G. Eine Woche später holte sie sich im Riesenslalom eine weitere Bronzemedaille, hinter Anja Pärson und der Finnin Tanja Poutiainen.
Den größten Erfolg ihrer Karriere feierte sie bei den Olympischen Winterspielen 2006: In Sestriere wurde sie etwas überraschend Olympiasiegerin im Riesenslalom, vor Tanja Poutiainen und der Schwedin Anna Ottosson. Das Rennen war geprägt von dichtem Nebel und starkem Schneefall. Nachdem sie sich im Sommer einer Hüftoperation unterziehen musste, feierte sie im Dezember 2006 in der Abfahrt von Val-d’Isère mit ihrem ersten Weltcupsieg ein erfolgreiches Comeback. Im Laufe der Saison 2006/07 folgten drei weitere Siege. Bei den Weltmeisterschaften 2007 in Åre gewann sie Silber in der Super-Kombination.
Die folgenden zwei Winter verliefen für Mancuso eher enttäuschend. Chronische Rückenschmerzen behinderten Mancuso im Training, so dass sie in der Folge kaum mehr an ihre früheren Leistungen anknüpfen konnte. Eine Besserung deutete sich in der Saison 2009/10 an, als sie wieder mehrmals unter die besten zehn fuhr. Bei den Olympischen Winterspielen 2010 erzielte sie die erste Podestplatzierung seit fast zwei Jahren und gewann in der Abfahrt überraschend die Silbermedaille hinter Lindsey Vonn. Nur einen Tag später konnte sie diesen Erfolg in der Super-Kombination wiederholen, als sie hinter Maria Riesch ebenfalls den zweiten Rang erreichte. Im Riesenslalom belegte sie den achten und im Super-G den neunten Platz. In ihrem ersten Rennen nach den Olympischen Winterspielen, dem Super-G in Crans-Montana, feierte sie mit einem dritten Rang auch im Weltcup wieder einen Podestplatz.
Ihre aufsteigende Form nahm Mancuso in die Saison 2010/11 mit: Mehrmals konnte sie sich unter den besten zehn platzieren, wurde beim Super G in Lake Louise Dritte und in der Abfahrt in Cortina d’Ampezzo Zweite. Bei den Weltmeisterschaften 2011 in Garmisch-Partenkirchen gewann sie im Super-G die Silbermedaille, wobei sie sich nur der Österreicherin Elisabeth Görgl um 0,05 Sekunden geschlagen geben musste. Beim Weltcupfinale in Lenzerheide gewann sie die Abfahrt; es war dies ihr erster Weltcupsieg nach mehr als vier Jahren. Da sich wenige Tage davor in Japan ein gewaltiges Erdbeben ereignet hatte, rief Mancuso als Initiatorin gemeinsam mit weiteren Weltcupläufern die Initiative „Skiers helping Japan“ ins Leben und spendete die Hälfte ihres Preisgelds für diese Aktion. Ihr Ski- und Bindungsausrüster nahm den Aufruf Mancusos zum Anlass, die Spende der Abfahrtssiegerin zu verdoppeln. Es wurde außerdem eine Homepage eingerichtet, auf der auch Hobbyskifahrer und Weltcup-Fans einen Beitrag leisten konnten.
Weitere Siege folgten in der Saison 2011/12: im Januar beim Super-G von Garmisch-Partenkirchen, der Strecke, wo sie im Jahr zuvor bei den Weltmeisterschaften die Silbermedaille gewonnen hatte; und im Februar im City Event von Moskau, wo sie sich im Finale gegen die Österreicherin Michaela Kirchgasser durchsetzte. Im Super-G-Weltcup erreichte sie hinter Lindsey Vonn den zweiten Platz. Nach zwei Podestplätzen zu Beginn der Saison 2012/13 gewann sie bei den Weltmeisterschaften 2013 in Schladming die Bronzemedaille im Super-G.
Die Saison 2013/14 begann für Mancuso durchwachsen. Nach dem Jahreswechsel stieg ihre Form jedoch an, sodass sie bei den Olympischen Winterspielen 2014 in Sotschi ihre erste Podiumsplatzierung einfahren konnte. Sie gewann die Bronzemedaille in der Super-Kombination und wurde dadurch zur erfolgreichsten US-amerikanischen Olympiateilnehmerin im alpinen Skisport.
Nachdem sie in den folgenden Wintern verletzungsbedingt nicht mehr an frühere Leistungen anschließen konnte, bestritt sie am 19. Januar 2018 mit der Abfahrt in Cortina ihr 399. und letztes Weltcuprennen in einem Wonder-Woman-Kostüm. Bei den Olympischen Winterspielen in Pyeongchang war sie für das US-Fernsehen als Expertin aktiv.

## Erfolge

### Olympische Winterspiele
- Salt Lake City 2002: 13. Kombination
- Turin 2006: 1. Riesenslalom, 7. Abfahrt, 9. Kombination, 11. Super-G
- Vancouver 2010: 2. Abfahrt, 2. Super-Kombination, 8. Riesenslalom, 9. Super-G
- Sotschi 2014: 3. Super-Kombination, 8. Abfahrt, 8. Super-G

### Weltmeisterschaften
- St. Moritz 2003: 7. Kombination, 21. Super-G
- Santa Caterina 2005: 3. Super-G, 3. Riesenslalom, 8. Slalom, 9. Kombination
- Åre 2007: 2. Super-Kombination, 5. Riesenslalom, 6. Super-G, 10. Abfahrt
- Val-d’Isère 2009: 18. Riesenslalom
- Garmisch-Partenkirchen 2011: 2. Super-G, 6. Abfahrt, 7. Super-Kombination, 16. Riesenslalom
- Schladming 2013: 3. Super-G, 5. Abfahrt, 8. Super-Kombination, 22. Riesenslalom
- Vail/Beaver Creek 2015: 9. Super-G, 16. Abfahrt

### Weltcupwertungen
| Saison  | Gesamt                              | Gesamt                              | Abfahrt                             | Abfahrt                             | Super-G                             | Super-G                             | Riesenslalom                        | Riesenslalom                        | Slalom                              | Slalom                              | Kombination                         | Kombination                         | Parallel                            | Parallel                            |
| Saison  | Platz                               | Punkte                              | Platz                               | Punkte                              | Platz                               | Punkte                              | Platz                               | Punkte                              | Platz                               | Punkte                              | Platz                               | Punkte                              | Platz                               | Punkte                              |
| ------- | ----------------------------------- | ----------------------------------- | ----------------------------------- | ----------------------------------- | ----------------------------------- | ----------------------------------- | ----------------------------------- | ----------------------------------- | ----------------------------------- | ----------------------------------- | ----------------------------------- | ----------------------------------- | ----------------------------------- | ----------------------------------- |
| 2000/01 | 113.                                | 9                                   | -                                   | -                                   | 47.                                 | 4                                   | -                                   | -                                   | 55.                                 | 5                                   | -                                   | -                                   | -                                   | -                                   |
| 2001/02 | 73.                                 | 81                                  | 33.                                 | 48                                  | 37.                                 | 9                                   | -                                   | -                                   | -                                   | -                                   | 17.                                 | 24                                  | -                                   | -                                   |
| 2002/03 | 46.                                 | 159                                 | 27.                                 | 44                                  | 25.                                 | 53                                  | -                                   | -                                   | 44.                                 | 17                                  | 5.                                  | 45                                  | -                                   | -                                   |
| 2003/04 | 55.                                 | 125                                 | 42.                                 | 17                                  | 27.                                 | 54                                  | 58.                                 | 3                                   | 32.                                 | 51                                  | -                                   | -                                   | -                                   | -                                   |
| 2004/05 | 9.                                  | 659                                 | 10.                                 | 170                                 | 13.                                 | 136                                 | 7.                                  | 230                                 | 26.                                 | 83                                  | 6.                                  | 40                                  | -                                   | -                                   |
| 2005/06 | 8.                                  | 755                                 | 11.                                 | 176                                 | 6.                                  | 239                                 | 11.                                 | 212                                 | 22.                                 | 75                                  | 8.                                  | 53                                  | -                                   | -                                   |
| 2006/07 | 3.                                  | 1356                                | 2.                                  | 536                                 | 4.                                  | 273                                 | 4.                                  | 275                                 | 24.                                 | 77                                  | 2.                                  | 195                                 | -                                   | -                                   |
| 2007/08 | 7.                                  | 938                                 | 7.                                  | 282                                 | 8.                                  | 238                                 | 5.                                  | 253                                 | 28.                                 | 63                                  | 6.                                  | 102                                 | -                                   | -                                   |
| 2008/09 | 27.                                 | 285                                 | 24.                                 | 74                                  | 27.                                 | 55                                  | 17.                                 | 124                                 | 42.                                 | 20                                  | 36.                                 | 12                                  | -                                   | -                                   |
| 2009/10 | 20.                                 | 359                                 | 9.                                  | 176                                 | 16.                                 | 124                                 | 28.                                 | 41                                  | -                                   | -                                   | 22.                                 | 18                                  | -                                   | -                                   |
| 2010/11 | 5.                                  | 976                                 | 3.                                  | 367                                 | 3.                                  | 315                                 | 9.                                  | 181                                 | 51.                                 | 10                                  | 8.                                  | 88                                  | 9.                                  | 15                                  |
| 2011/12 | 4.                                  | 1020                                | 5.                                  | 277                                 | 2.                                  | 381                                 | 9.                                  | 233                                 | 50.                                 | 9                                   | 22.                                 | 20                                  | 1.                                  | 100                                 |
| 2012/13 | 4.                                  | 867                                 | 9.                                  | 202                                 | 2.                                  | 365                                 | 11.                                 | 186                                 | 33.                                 | 40                                  | 6.                                  | 74                                  | -                                   | -                                   |
| 2013/14 | 23.                                 | 306                                 | 15.                                 | 160                                 | 15.                                 | 104                                 | 31.                                 | 42                                  | -                                   | -                                   | -                                   | -                                   | -                                   | -                                   |
| 2014/15 | 21.                                 | 331                                 | 13.                                 | 163                                 | 11.                                 | 132                                 | 39.                                 | 14                                  | -                                   | -                                   | -                                   | -                                   | -                                   | -                                   |
| 2015/16 | verletzungsbedingt keine Ergebnisse | verletzungsbedingt keine Ergebnisse | verletzungsbedingt keine Ergebnisse | verletzungsbedingt keine Ergebnisse | verletzungsbedingt keine Ergebnisse | verletzungsbedingt keine Ergebnisse | verletzungsbedingt keine Ergebnisse | verletzungsbedingt keine Ergebnisse | verletzungsbedingt keine Ergebnisse | verletzungsbedingt keine Ergebnisse | verletzungsbedingt keine Ergebnisse | verletzungsbedingt keine Ergebnisse | verletzungsbedingt keine Ergebnisse | verletzungsbedingt keine Ergebnisse |
| 2016/17 | verletzungsbedingt keine Ergebnisse | verletzungsbedingt keine Ergebnisse | verletzungsbedingt keine Ergebnisse | verletzungsbedingt keine Ergebnisse | verletzungsbedingt keine Ergebnisse | verletzungsbedingt keine Ergebnisse | verletzungsbedingt keine Ergebnisse | verletzungsbedingt keine Ergebnisse | verletzungsbedingt keine Ergebnisse | verletzungsbedingt keine Ergebnisse | verletzungsbedingt keine Ergebnisse | verletzungsbedingt keine Ergebnisse | verletzungsbedingt keine Ergebnisse | verletzungsbedingt keine Ergebnisse |

### Weltcupsiege
- 7 Weltcupsiege in Einzelrennen (3 × Abfahrt, 2 × Super-G, 1 × Super-Kombination, 1 × City Event)
- 36 Podestplätze in Einzelrennen (12 × Abfahrt, 15 × Super-G, 5 × Riesenslalom, 3 × Super-Kombination, 1 × City Event)
- 2 Podestplätze bei Mannschaftswettbewerben

| Datum             | Ort                    | Land        | Disziplin         |
| ----------------- | ---------------------- | ----------- | ----------------- |
| 19. Dezember 2006 | Val-d’Isère            | Frankreich  | Abfahrt           |
| 14. Januar 2007   | Zauchensee             | Österreich  | Super-Kombination |
| 19. Januar 2007   | Cortina d’Ampezzo      | Italien     | Super-G           |
| 3. März 2007      | Tarvis                 | Italien     | Abfahrt           |
| 16. März 2011     | Lenzerheide            | Schweiz     | Abfahrt           |
| 5. Februar 2012   | Garmisch-Partenkirchen | Deutschland | Super-G           |
| 21. Februar 2012  | Moskau                 | Russland    | City Event        |

### Nor-Am Cup
- Saison 1999/00: 2. Gesamtwertung, 1. Riesenslalomwertung
- Saison 2001/02: 5. Gesamtwertung, 1. Slalomwertung, 5. Riesenslalomwertung
- 14 Podestplätze, davon 5 Siege

### Juniorenweltmeisterschaften
- Québec 2000: 4. Super-G, 11. Abfahrt
- Verbier 2001: 3. Kombination, 7. Slalom, 8. Abfahrt, 11. Super-G, 23. Riesenslalom
- Tarvisio 2002: 1. Abfahrt, 1. Riesenslalom, 1. Kombination, 5. Super-G, 7. Slalom
- Briançonnais 2003: 1. Super-G, 3. Abfahrt, 5. Riesenslalom, 14. Kombination, 43. Slalom
- Maribor 2004: 1. Kombination, 3. Super-G, 4. Riesenslalom, 5. Abfahrt, 6. Slalom

### Weitere Erfolge
- 16 US-amerikanische Meistertitel:
  - 1 × Abfahrt: 2003
  - 4 × Super-G: 2003, 2007, 2011 und 2012
  - 7 × Riesenslalom: 2003, 2005 und 2009 bis 2013
  - 4 × Kombination: 2004 bis 2006 und 2009
- 1 Podestplatz im Europacup
- 5 Siege bei FIS-Rennen

## Persönliches
Mancuso war von 2010 bis 2013 mit dem norwegischen Skirennläufer Aksel Lund Svindal liiert.
Ihr Vater Ciro Mancuso wurde 1989 nach einem 140 Millionen Dollar schweren Marihuana-Schmuggel festgenommen, als sie fünf Jahre alt war.
Im Dezember 2016 heiratete Julia Mancuso ihren Surflehrer Dylan Fish. Zusammen haben sie drei Kinder (* 2019, * 2021, * 2024).